# Medal „Za Zasługi dla Fotografii Polskiej”
Medal „Za Zasługi dla Fotografii Polskiej” – polskie odznaczenie niepaństwowe, przyznawane przez Kapitułę Fotoklubu Rzeczypospolitej Polskiej Stowarzyszenia Twórców – w 100. rocznicę odzyskania przez Polskę niepodległości (1918–2018).

## Charakterystyka
Medal „Za Zasługi dla Fotografii Polskiej” ustanowiony w 2017, decyzją Zarządu Fotoklubu Rzeczypospolitej Polskiej Stowarzyszenia Twórców – w nawiązaniu do 100. rocznicy odzyskania przez Polskę niepodległości (1918–2018). Odznaczenie jest uznaniem stanowiącym gratyfikację dla osób, które swoją pracą na rzecz fotografii oraz fotograficzną twórczością artystyczną – przyczyniły się do rozwoju fotografii w Polsce.  
Medal jest przyznawany decyzją Kapituły Fotoklubu Rzeczypospolitej Polskiej – z inicjatywy własnej bądź na wniosek innych osób, związanych z polską fotografią od (co najmniej) 5 lat. Do przyznanego odznaczenia dołączono legitymację. Wręczanie Medalu „Za Zasługi dla Fotografii Polskiej” zapoczątkowano w styczniu 2018. Medal „Za Zasługi dla Fotografii Polskiej” zajmuje miejsce w zbiorach Muzeum Warszawy. 

## Opis odznaczenia
Medal w kształcie koła o średnicy 50 mm – sporządzony z miedzi srebrzonej i oksydowanej. Awers odznaczenia przedstawia popiersie oraz autograf marszałka Józefa Piłsudskiego – w otoku umieszczono napis 100. ROCZNICA ODZYSKANIA NIEPODLEGŁOŚCI 1918–2018. Rewers odznaczenia przedstawia – w otoku napis FOTOKLUB RZECZYPOSPOLITEJ POLSKIEJ STOWARZYSZENIE TWÓRCÓW. W środku rewersu (otoczony wieńcem laurowym) napis ZA ZASŁUGI DLA FOTOGRAFII POLSKIEJ, wraz z logo Fotoklubu Rzeczypospolitej Polskiej – w kolorze biało-czerwonym. 
Medal zawieszono na wstążce (ryps) z pionowymi paskami w kolorze biało-czerwonym i czarnym – na obrzeżach wstążki.